# Ophthalmoblysis nitidisquama
Ophthalmoblysis nitidisquama är en fjärilsart som beskrevs av W. Warren 1897. Ophthalmoblysis nitidisquama ingår i släktet Ophthalmoblysis och familjen mätare. Inga underarter finns listade i Catalogue of Life.